# Phantom Elite
Phantom Elite was een Nederlandse metalband die in 2016 werd opgericht in de Limburgse plaats Reuver.

## Biografie

### Vorming
Phantom Elite werd in 2016 opgericht door zangeres Marina La Torraca (ook bekend van Avantasia en Exit Eden) en Sander Gommans (bekend van After Forever en HDK). Beiden zijn tot dusver de enige constante leden van de groep. Gommans is echter nooit onderdeel van de bezetting van de band geweest; hij fungeert als uitvoerend producent. Na de oprichting werd de formatie aangevuld met respectievelijk toetsenist Erik van Ittersum (ook bekend van Kingfisher Sky), drummer Eelco van der Meer (ook bekend van Ex Libris), leadgitarist Goof Veelen en slaggitarist Ted Wouters. In eerste instantie was Phantom Elite een project dat bedoeld was om studiowerken van HDK, een project van Gommans, live op te voeren. De bandnaam 'Phantom Elite' is daarenboven afkomstig van de songtekst van het lied Eternal Journey van HDK. Na enkele repetities begon de groep ook met het componeren van eigen materiaal.

### 2016–2018
In augustus 2016 werd bekend dat Siebe Sol (ook bekend van Blackbriar en The Charm The Fury) de bassist van Phantom Elite zou worden; deze rol ontbrak immers nog in de bezetting. Met deze gecompleteerde bezetting debuteerde de band diezelfde maand met de single Siren's Call. Het werd uitgebracht door het Nederlandse platenlabel Painted Bass Records, waar de groep zich bij had aangesloten. Een jaar later, in augustus 2017, kwam de tweede single Wasteland uit, waarvan tevens de eerste videoclip van de band verscheen op YouTube. Na de release van Wasteland verliet toetsenist Eric van Ittersum de band.
Gedurende het jaar 2018 onderging de groep verdere veranderingen in hun bezetting. Aanvankelijk verlieten drummer Eelco van der Meer en leadgitarist Goof Veelen de band; zij werden vervangen door respectievelijk Joeri Warmerdam en Max van Esch. Nadien verliet ook bassist Siebe Sol de groep; zijn rol werd overgenomen door Vincent de Bruin (ook bekend van Chainsaw Disaster). In april kwam Phantom Elite's debuutalbum Wasteland uit, dat werd vernoemd naar de gelijknamige single. Het album bevat gedeeltelijk materiaal van HDK, alhoewel deze enigszins zijn aangepast. Ter gelegenheid van de release van het debuutalbum volgde een Europese concerttour, met hoofdzakelijk optredens in Engeland, Frankrijk en Duitsland. Het laatste concert van de Wasteland-tour vond plaats in De Bosuil in de Limburgse stad Weert.

### 2019–heden
In 2019 had de band wederom te maken met bezettingswisselingen. Slaggitarist Ted Wouters, die afgezien van Gommans en La Torraca het laatst overgebleven lid van de formatie was sinds de vorming in 2016, verliet Phantom Elite. Daaropvolgend verliet bassist Vincent de Bruin de groep. De Bruin werd echter weer herplaatst door zijn voorganger Siebe Sol, die terugkeerde naar de band. Met deze vierkoppige bezetting (bestaande uit La Torraca, Van Esch, Sijpkens en Warmerdam) begon de band met het ontwikkelen van nieuw materiaal. In de herfst van 2020 verscheen een tweetal singles: Diamonds And Dark en The Race, die beide het werk zijn van de laatstgenoemde bezetting. De singles werden uitgebracht door het Italiaanse platenlabel Frontiers Music. De band kondigde via Facebook aan dat zij bezig waren met een nieuw album, dat Titanium zou gaan heten.
Gedurende januari 2021 kwam er nogmaals een tweetal singles van de groep uit: Deliverance en Glass Crown. Van beide singles verscheen een videoclip. Samen met de videoclip van Glass Crown werd op 22 januari het tweede studioalbum Titanium uitgebracht. De singles die de band in 2020 uitbracht staan eveneens op dit album.

## Bezetting

### Huidige bezetting
- Marina La Torraca – vocalen
- Max van Esch – gitaar
- Siebe Sol – basgitaar
- Joeri Warmerdam – drumstel

### Voormalige bandleden
- Goof Veelen – leadgitaar
- Ted Wouters – slaggitaar
- Erik van Ittersum – keyboards
- Vincent de Bruin – basgitaar
- Eelco van der Meer – drumstel

## Discografie

### Albums
- Wasteland (2018)
- Titanium (2021)
- Blue Blood (2023)

### Singles
- Siren's Call (2016)
- Wasteland (2017)
- Diamonds And Dark (2020)
- The Race (2020)
- Deliverance (2021)
- Inner Beast (2023)
- Skin Of My Teeth (2023)
- Black Sunrise (2023)
- Apex (2023)

### Videoclips
- Wasteland (2017)
- Diamonds And Dark (2020)
- Deliverance (2021)
- Glass Crown (2021)
- Inner Beast (2023)
- Apex (2023)